# The Amazing Spider-Man (film uit 2012)
The Amazing Spider-Man, ook bekend als The Amazing Spider-Man 3D, is een Amerikaanse superheldenfilm uit 2012, gebaseerd op het stripboekpersonage Spider-Man. De film is geen vervolg op de vorige drie Spider-Manfilms van regisseur Sam Raimi, maar een reboot met nieuwe acteurs en verhaal. De regie is in handen van Marc Webb. Hoofdrollen worden vertolkt door Andrew Garfield, Emma Stone en Rhys Ifans.

## Verhaal
Als kind ontdekt Peter Parker dat er ingebroken is in het kantoor van zijn vader, Richard. Kort hierop vertrekken zijn ouders met onbekende bestemming en laten Peter achter bij zijn oom Ben en tante May.
Jaren later zit Peter inmiddels op de Midtown Science High School, waar hij een buitenbeentje is. Vooral Flash Thompson heeft het vaak op hem gemunt. Peter heeft stiekem een oogje op medestudent Gwen Stacy. Op een dag vindt hij een koffertje met daarin documenten van zijn vader, waaruit blijkt dat Richard Parker samenwerkte met Dr. Curt Connors bij het bedrijf Oscorp. Peter doet zich voor als stagiair om Oscorp binnen te kunnen gaan in de hoop Dr. Connors te spreken te krijgen. Tijdens zijn verblijf in Oscorp belandt Peter in een laboratorium met genetisch gemodificeerde spinnen. Een ervan bijt hem, waarna Peter superkrachten ontwikkelt.
Uiteindelijk krijgt Peter Dr. Connors te spreken, en blijkt dat Connors en Richard Parker samen werkten aan een manier om het regeneratievermogen van reptielen toe te passen op mensen, en zo verloren lichaamsdelen terug te laten groeien (Connors mist zelf een arm, en wil dit hiermee herstellen). Connors werkt tevens aan een geneesmiddel voor Norman Osborn, het hoofd van Oscorp. Peter geeft Connors de papieren van zijn vader, waaruit Connors de ontbrekende informatie haalt om zijn project te voltooien. 
Door zijn werk met Dr. Connors vergeet Peter die avond om zijn tante op te halen in de stad, wat tot een verhitte discussie met zijn oom leidt. Peter vertrekt kwaad, en wanneer Ben hem probeert te zoeken wordt hij vermoord door een overvaller. Woedend begint Peter een zoektocht naar de moordenaar, en begint zo zijn carrière als Spider-Man. Als Spider-Man rekent hij meerdere criminelen in, maar de politie, geleid door Gwen Stacy’s vader George, is niet blij met zijn capriolen. Peter deelt zijn geheim met Gwen.
Dr. Connors slaagt erin om reptiel-DNA aan muizen te binden, waarop hij opdracht krijgt het middel ook op mensen te testen. Connors weigert omdat het daar nog te vroeg voor is, waarop Oscorp hem ontslaat en Raya, het hoofd van het lab, besluit zelf op zoek te gaan naar menselijke proefpersonen. In een wanhoopsdaad gebruikt Connors het middel op zichzelf. Het middel werkt en Connors ontbrekende arm regenereert, maar de dokter muteert vervolgens zelf tot een mens-hagedis hybride en draait mentaal door. Hij raakt ervan overtuigd dat hij de mensheid kan helpen door iedereen in hagedismannen te veranderen. Dit brengt hem in conflict met Spider-Man. De twee gaan voor het eerst de confrontatie aan met elkaar op de Williamsburg Bridge, en later nogmaals in de riolen en op Midtown Science High School. 
Peter ontdekt het plan van Connors en haast zich samen met Gwen Stacy naar Oscorp, van waaruit Connors een wolk van het hagedis-DNA op de stad wil loslaten.  Op aanwijzing van Peter maakt Gwen een tegengif, waarna Peter, George Stacy en Connors tegenover elkaar staan op het dak. Connors wordt overmeesterd en Peter gebruikt het tegengif om zowel Connors als de mensen die door hem reeds gemuteerd waren weer gewoon te maken. George komt echter om in het gevecht, maar laat voor zijn dood Peter nog beloven dat hij Gwen zal beschermen.
In een bonusscène na de aftiteling krijgt Connors in de gevangenis bezoek van een woordvoerder van Oscorp, die Connors vraagt of Peter de waarheid omtrent zijn vader kent.

## Rolverdeling
- Andrew Garfield - Peter Parker / Spider-Man
  - Max Charles - Peter Parker (4 jaar)
- Emma Stone - Gwen Stacy
- Rhys Ifans - Dr. Curt Connors / Lizard[3][4]
- Martin Sheen - Ben Parker[5]
- Sally Field - May Parker[6][7]
- Denis Leary - Hoofdinspecteur George Stacy[8]
- Chris Zylka - Flash Thompson[9]
- Irrfan Khan - Dr. Rajit Rathha
- Campbell Scott – Richard Parker
- Embeth Davidtz – Mary Parker
- C. Thomas Howell – Troy, vader van Jack
- Jake Keiffer – Jack
- Leif Gantvoort – Overvaller
- Hannah Marks – Missy Kallenback
- Kelsey Chow – Sally Avril
- Michael Papajohn - Alfie
- Michael Massee - Gustav Fiers / The Gentleman (post-credit scene)

Stan Lee heeft, zoals in vrijwel elke film gebaseerd op een van zijn creaties, een cameo in deze film; een die hij zelf omschreef als zijn beste en meest ongebruikelijke tot nu toe. Tijdens de Comic-Con van 2011 maakte Lee bekend dat hij een bibliothecaris speelt, die zich totaal niet bewust is van het feit dat Spider-Man en de Lizard achter hem aan het vechten zijn omdat hij naar muziek aan het luisteren is.

## Achtergrond

### Ontwikkeling
Vrijwel meteen nadat bekend werd dat er geen Spider-Man 4 zou komen, maakte Sony Pictures Entertainment bekend dat er in plaats daarvan wel een reboot van de filmreeks op de planning stond voor juli 2012. Sony maakte tevens bekend dat James Vanderbilt het scenario zou schrijven en Mark Webb, die kort daarvoor zijn debuut had gemaakt met (500) Days of Summer, de regie op zich zou nemen. Entertainment Weekly vergeleek Vanderbilts scenario met dat van Batman Begins. Er zijn vermoedens dat het scenario van de film gebaseerd is op de Ultimate Marvel-versie van Spider-Man, mede omdat Brian Michael Bendis (mede-bedenker van Ultimate Spider-Man) samen gezien werd met de filmcrew. Alvin Sargent werd ingehuurd om het scenario te verfijnen.

### Productie

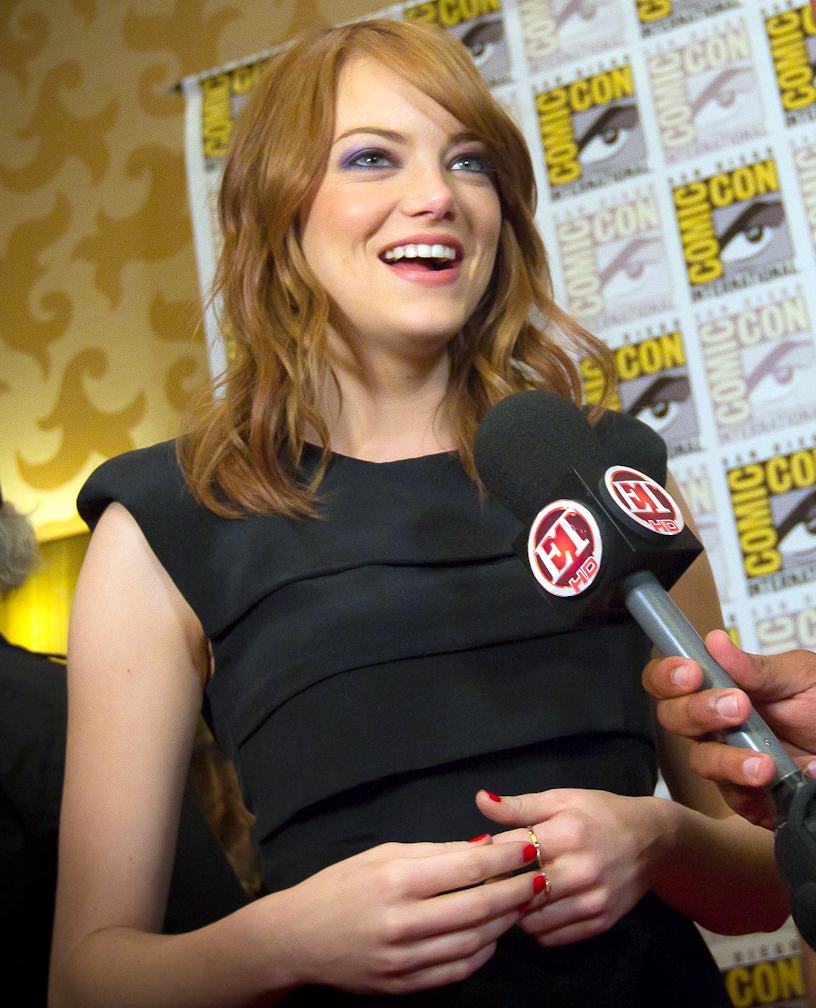
Stone op de Comic-Con 2011 ter promotie van de film

In mei 2010 waren Jamie Bell, Josh Hutcherson, Frank Dillane, Alden Ehrenreich en Andrew Garfield mogelijke kandidaten voor de rol van Spider-Man. In juni 2010 maakte de Los Angeles Times bekend dat ook Aaron Johnson en Anton Yelchin. in aanmerking kwamen voor de rol. Op 1 juli 2010 werd officieel bekend dat Andrew Garfield de rol zou krijgen. Het feit dat Garfield reeds 27 jaar oud was toen hij de rol kreeg, zorgde voor enige onzekerheid over het feit of hij wel een middelbare scholier kon spelen. Er waren zelfs vermoedens dat de film zich zou gaan afspelen tijdens Peter Parkers hogere school-jaren. Entertainment Weekly maakte echter bekend dat vastgehouden zou worden aan het originele plan. Garfield was volgens eigen zeggen al sinds zijn vierde fan van de Spider-Man strips, en gebruikte ervaringen uit zijn eigen leven om de rol van Peter Parker te kunnen spelen.
Aanvankelijk was het de bedoeling zowel Mary Jane Watson als Gwen Stacy in de film te laten meespelen als potentiële vriendinnen voor Peter Parker, maar uiteindelijk werd enkel voor Gwen Stacy gekozen. In september 2010 kwamen Imogen Poots, Ophelia Lovibond, Lily Collins, Teresa Palmer, Emma Roberts en Emma Stone in aanmerking voor de rol Op 5 oktober 2010 werd bekend dat Emma Stone de rol zou krijgen.
Op 9 juni 2010 begonnen de geruchten dat De Lizard de schurk van de film zou worden.
 Michael Fassbender zou een kandidaat zijn geweest voor de rol, alvorens een contract te tekenen voor X-Men: First Class. Op 11 oktober 2010 werd bekend dat Rhys Ifans de schurk uit de film zou gaan spelen, en op 13 oktober werd bevestigd dat de schurk inderdaad de Lizard was.
Op 4 november 2010 kreeg Martin Sheen de rol van oom Ben en Sally Field de rol van tante May. Op 20 november 2010 kreeg Chris Zylka de rol van Flash Thompson.
Op 6 december 2010 begonnen de filmopnames in Los Angeles. De film is de eerste Hollywoodproductie die gebruikmaakt van de Red Epic-camera. De opnames namen 90 dagen in beslag, waaronder twee weken in New York en op locaties rond Los Angeles zoals het Henry Fonda Theater in Hollywood, St. John Bosco High School's Gym, Immanuel Presbyterian Church in Mid-Wilshire, en verschillende plekken rond South Pasadena, San Pedro, en Woodland Hills.

### Muziek
De originele filmmuziek werd gecomponeerd door James Horner, die ook door Sony Classical Records werd uitgebracht op een soundtrackalbum.

## Uitgave en ontvangst
The Amazing Spider-Man bracht in de Noord-Amerikaanse bioscopen 262 miljoen dollar op, en in andere landen tezamen 495.9 miljoen dollar. Daarmee staat de film op de 58e plaats van financieel meest succesvolle films, en 13e op de lijst van meest succesvolle superheldenfilms. 
De film kreeg bij uitkomst overwegend goede recensies. Vooral Andrew Garfield werd geprezen om zijn rol als Peter Parker. Op Rotten Tomatoes gaf 72% van de recensenten de film een goede beoordeling.